# ながせきいさむ
ながせき いさむ（本名：永関勇、1969年1月17日 - ）は、日本の映画監督・脚本家。東京都出身。

## 来歴・人物
明星大学理工学部機械工学科に入科し、同校の映画研究部に所属する。
大学と並行して、松竹シナリオ研究所16期に入所し、同年卒業する。
同校卒業後、企業に就職するが、一年で退社。
フリーの助監督としての活動を開始。青山のシナリオセンターにも入所し、近年では脚本家及び映画監督としての活動中。

## シナリオ
- ビターコーヒーライフ

## ビデオ映画
- いちごジャム
- セーラー服忍者
- 姉が裸族になった理由
- ALONE

## 劇場公開映画
- 辻占恋慕（監督補）
- ある家族（監督、脚本、編集）